# 奥诺 (姓)
奥诺，使用于挪威的挪威語姓。以下知名人物使用此姓：
- 谢蒂尔·奥诺（1949年4月29日－），瑞典男性，路德教会祭司、传教士、采编。
- 雅各布·奥诺（1920年4月10日－2016年2月10日），挪威政治人物、挪威基督教民主党领袖。